# Shadow AI
Le Shadow AI (ou IA fantôme) désigne l'utilisation, par des employés ou des départements, d'outils et d'applications d'intelligence artificielle sans l'approbation ou la supervision du service informatique de l'organisation. Ce phénomène s'inscrit dans la continuité du Shadow IT et reflète la tendance croissante à recourir à des solutions technologiques non validées officiellement pour répondre rapidement à des besoins professionnels spécifiques.

## Définition
Le Shadow AI se caractérise par l'adoption et l'usage d'applications d'intelligence artificielle (IA) – telles que les modèles de langage, les outils d'automatisation basés sur l'IA ou les systèmes d'analyse prédictive – sans passer par les circuits de validation et de contrôle du département informatique. Il se distingue du Shadow IT en ce qu'il concerne spécifiquement les technologies d'IA, dont l'usage non contrôlé peut entraîner des risques particuliers liés à la confidentialité, à la sécurité des données et à la fiabilité des résultats générés.

## Origines
L'émergence du Shadow AI est principalement liée à la démocratisation des technologies d'intelligence artificielle et à la facilité d'accès aux solutions d'IA. Dans un contexte où les besoins en innovation et en efficacité s'accroissent, certains employés contournent les processus de validation interne pour adopter des outils d'IA accessibles en ligne. Ce phénomène, analogue à celui du Shadow IT, trouve ses racines dans :
- La recherche de solutions plus rapides et adaptées aux problématiques spécifiques des départements;
- Le désir d'accroître la productivité en automatisant certaines tâches par des applications d'IA;
- La frustration face aux limitations ou aux délais imposés par le service informatique.

## Risques
L'utilisation de Shadow AI comporte toutefois des risques non négligeables :
- Sécurité et confidentialité : Les outils non contrôlés peuvent exposer des données sensibles et favoriser des fuites ou des cyberattaques[3];
- Non-conformité réglementaire : L'usage d'applications non approuvées peut entraîner des violations de normes telles que le RGPD[3];
- Fiabilité des résultats : Les modèles génératifs d'IA sont sujets aux « hallucinations » (génération de contenus erronés ou fictifs) et peuvent induire en erreur[3];
- Fragmentation du système d'information : L'adoption de solutions disparates complique l'intégration et la gestion centralisée des outils informatiques.

## Exemples et cas d'usage
Parmi les exemples de Shadow AI, on peut citer :
- L'utilisation de modèles de langage tels que ChatGPT, Copilot ou Gemini pour la rédaction automatique de documents ou l'analyse de données, sans validation préalable par le service informatique;
- L'adoption d'outils d'automatisation basés sur l'IA pour optimiser des processus internes, lorsqu'ils ne répondent pas aux exigences de sécurité de l'organisation.